# Hungarian Bebop
Hungarian Bebop – album muzyczny nagrany przez węgierski kwartet jazzowy Mihály'ego Drescha oraz saksofonistę Archie Sheppa.
Nagrań dokonano w Roxound Studio w Budapeszcie, na Węgrzech. "Búzal song" to utwór oparty na węgierskich motywach ludowych. Wydanie tej płyty dofinansowało węgierskie ministerstwo kultury i węgierska organizacja zajmująca się ochroną praw autorskich. CD ukazał się w 2002 nakładem Budapest Music Center Records.

## Muzycy
- Archie Shepp – saksofon tenorowy, saksofon sopranowy, fortepian
- Mihály Dresch – saksofon tenorowy, saksofon sopranowy, flet
- Ferenc Kovács – skrzypce
- Mátyás Szandai – kontrabas
- István Baló – perkusja
- Kálmán Balogh – cymbały (utwór: 5)

## Lista utworów
| 1. | "Lily Of The Valley" (Mihály Dresch)                                 | 7:59  |
|    |                                                                      |       |
| 2. | "Búzal Song" (Búzai dal (erdélyi népdal alapján) (Mihály Dresch)     | 11:46 |
|    |                                                                      |       |
| 3. | "I Was Beaten Because..." (Megvertek engem azért...) (Mihály Dresch) | 10:02 |
|    |                                                                      |       |
| 4. | "Steam" (Archie Shepp)                                               | 6:29  |
|    |                                                                      |       |
| 5. | "Sorrow, Sorrow" (Bánat, bánat) (Mihály Dresch)                      | 8:51  |
|    |                                                                      |       |
| 6. | "Hungarian Bebop" (Mihály Dresch)                                    | 9:56  |
|    |                                                                      |       |
|    |                                                                      | 55:03 |
|    |                                                                      |       |

## Informacje uzupełniające
- Producent – László Gőz
- Inżynier dźwięku – Péter Glaser
- Mastering, miksowanie – Péter Erdélyi
- Projekt okładki – Meral Yasar
- Zdjęcia (okładka) – István Huszti
- Zdjęcia pozostałe – Johann Sebastian Hanel